# Inanidrilus gustavsoni
Inanidrilus gustavsoni är en ringmaskart som beskrevs av Erséus 1984. Inanidrilus gustavsoni ingår i släktet Inanidrilus och familjen glattmaskar. Inga underarter finns listade i Catalogue of Life.